# Basilica dell'Ecce Homo
La basilica dell'Ecce Homo è una chiesa cattolica romana che si affaccia sulla via Dolorosa nel quartiere musulmano della Città Vecchia di Gerusalemme. Secondo la tradizione cristiana, fu qui che Ponzio Pilato presentò Gesù ai giudei, flagellato e coronato di spine. La basilica è ora parte integrante del convento delle Suore di Sion.

## L'episodio biblico
Dopo essere stato giudicato dal sinedrio, Gesù fu portato dal governatore romano della Giudea, Ponzio Pilato, che lo interrogò e non lo trovò colpevole di alcunché e fu sul punto di rilasciarlo.
Era usanza che il governatore romano, come gesto di benevolenza in onore delle festività pasquali, rilasciasse un prigioniero scelto dal popolo. I romani, in quel tempo, tenevano prigioniero un famoso sobillatore, Barabba, e Pilato chiese alla folla chi volesse salvare, se Gesù o Barabba.
Venne scelto Barabba e Gesù fu portato via dalle guardie per essere portato nuovamente davanti alla folla poco dopo.
Fu a questo punto che, secondo il Vangelo di Giovanni, Pilato pronunciò l'espressione latina Ecce Homo (Ecco l'Uomo), mostrando alla folla Gesù flagellato, col mantello di porpora e la corona di spine.

## Architettura

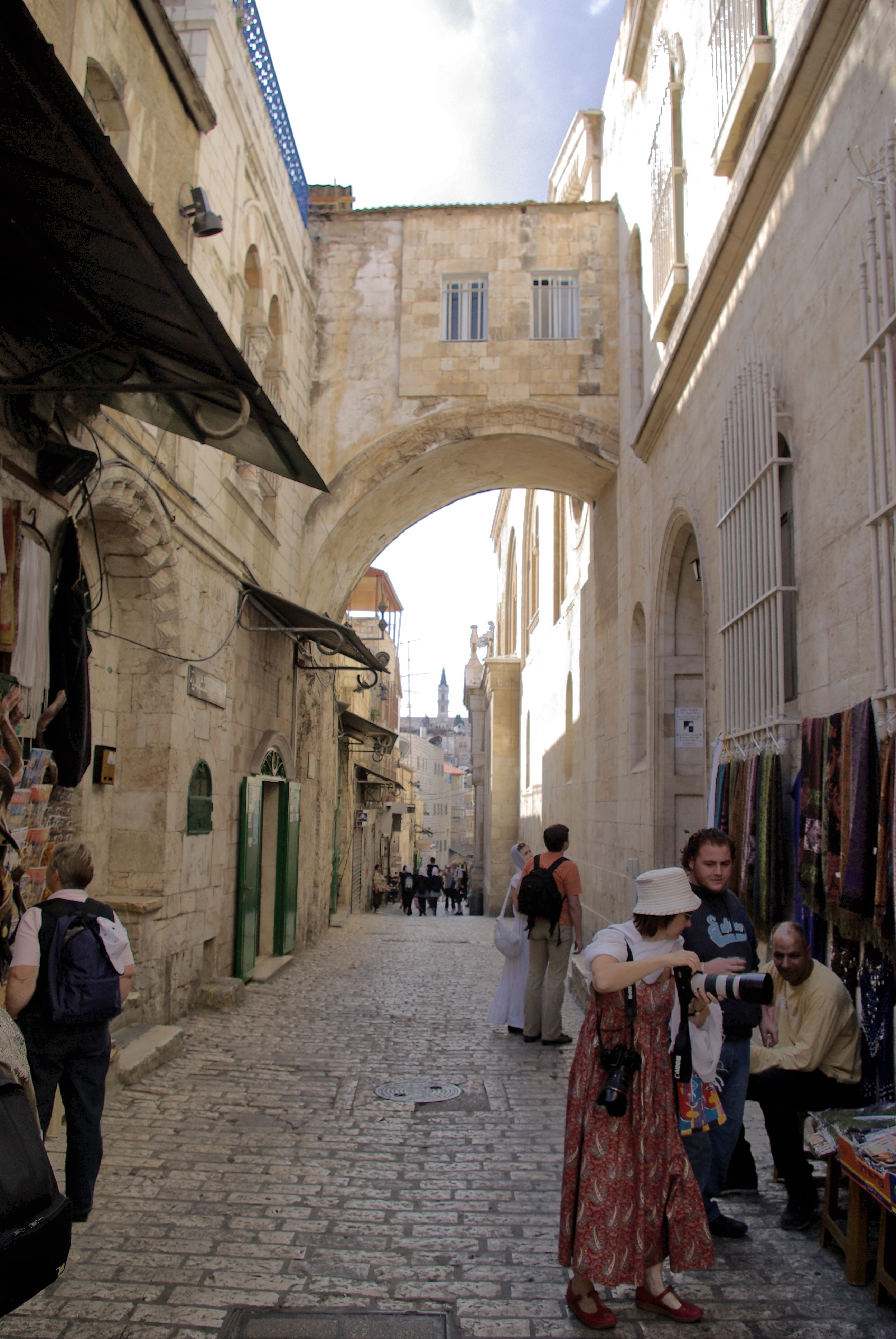
La campata dell'arco Ecce Homo appena fuori dalla basilica

L'altare principale della chiesa è circondato dal basamento settentrionale dell'arco, che attraversa tutta la via Dolorosa, chiamato arco dell'Ecce Homo. In passato si credeva, che questo arco facesse parte della fortezza Antonia di Erode il Grande e che qui Gesù fosse stato esposto alla folla. Successive investigazioni archeologiche hanno dimostrato, però, che l'arco attuale è una parte di un arco triplo che conduceva al foro romano, risalente al II secolo, sotto Adriano.

## Controversie
Non è storicamente accertato che la condanna di Gesù avvenne in questo luogo. Molti sostengono che Pilato non soggiornasse né conducesse i processi nella fortezza Antonia, ma presso il palazzo di Erode il Grande, vicino alla torre di Davide, sul lato occidentale delle mura cittadine. Lo storico inglese Shimon Gibson adduce due motivazioni: la prima è che la fortezza Antonia serviva semplicemente come avamposto militare di osservazione delle attività all'interno del tempio; la seconda è che risulta piuttosto improbabile che Claudia, la moglie di Pilato (citata nel vangelo di Matteo), accettasse di soggiornare in un avamposto militare, quando avrebbe potuto stare in un grande e sontuoso palazzo.